# Керимов, Аскар Абаевич
Аска́р Аба́евич Кери́мов (каз. Керімов Асқар Абайұлы; род. в 1980 году) — аким города Атырау.

## Биография
Родился в 1980 году в посёлке Макат Гурьевской области
.
Окончил Казахский гуманитарно-юридический университет по специальности «юрист». После окончания университета работал в органах прокуратуры. После ухода из прокуратуры занял должность главного специалиста отдела государственно-правовой и военно-мобилизационной работы аппарата акима Атырауской области, позднее был назначен заведующим государственно-правовым отделом аппарата акима Атырауской области, после этого занял пост заместителя руководителя аппарата акима области по вопросам правового обеспечения.
С ноября 2008 года — начальник Управления координации занятости и социальных программ Атырауской области, с сентября 2009 года — руководитель аппарата акима Атырауской области, с сентября 2011 года — заместитель акима Атырауской области по социальным вопросам (здравоохранению, образованию, культуре, спорту и внутренней политике).
21 февраля 2012 года по предложению акима Атырауской области Бергея Рыскалиева городским маслихатом Атырау единогласно избран акимом города.
24 сентября 2012 года был задержан и водворен в ИВС, проработа на этой должности ровно полгода.